# دان سميث (مؤلف)
دان سميث (بالإنجليزية: Dan Smith)‏ هو مؤلف بريطاني، ولد في 1951.